# Balla Zoltán (sakkozó)
Balla Zoltán (Zoltán von Balla) ( Budapest, 1883. augusztus 31. – Budapest, 1945. április 1.) magyar sakkozó, sakkmester, az első magyar sakkbajnok, a Magyar Sakkszövetség alapító tagja, szerkesztő, kiadó, szakíró.
1945-ben közlekedési balesetben vesztette életét, amikor Budapest egyik utcáján autójukkal összeütköztek egy orosz tankkal. (Egy másik forrás szerint a budapesti ostrom alatt végsőkig kimerült szíve 1945 tavaszán felmondta a szolgálatot.)

## Életútja
A Magyar Sakk Club, a Budapesti Sakk-kör, a Charousek Sakk-kör és a Budai Sakkegylet sakkozója. 1905-ben Budapest amatőr bajnokságán 1–2. lett. 1906-ban kapta meg a sakkmesteri címet, ami a mai nagymesteri fokozatnak feleltethető meg. Ehhez Bécsben 1905-ben egy 2476-os, valamint 1906-ban Ostendében 2478-as performance-értéket teljesített. Ezeken a versenyeken olyanok ellen játszott, mint Csigorin, Maróczy Géza, Carl Schlechter, az idősebb és a fiatalabb Leopold Löwy, Aaron Nimzowitsch, Milan Vidmar, Akiba Rubinstein, Rudolf Spielmann, Blackburne, Forgács Leó, akik a kor vezető nagymestereinek számítottak.
1906-ban megnyerte az első (nem hivatalos) magyar sakkbajnokságot, majd ezt az eredményt 1911-ben megismételte, amikor Barász Zsigmonddal holtversenyben végzett az első helyen.
Utolsó versenye a Budapesten 1940-ben rendezett Maróczy jubileumi nagymesterverseny volt, olyan ellenfelek ellen, mint Max Euwe exvilágbajnok, Milan Vidmar, Barcza Gedeon, Szabó László, Réthy Pál. Ezen a versenyen a mezőny legidősebb tagjaként a középmezőnyben végzett.

## Kiemelkedő versenyeredményei
- 1-2. helyezés: Győri Nemzeti Sakkverseny (1906)
- 2-3. helyezés: a Budapesti Sakk-kör versenye (1906);
- 1-2. helyezés: Budapesti Szövetségi Mesterverseny (1911)
- 1. helyezés: Nemzetközi verseny, Győr (1911)
- 3-4. helyezés: Temesvár (1912)
- 1. helyezés: a Budapesti Sakk-kör versenyei (1916 és 1918);
- 1. helyezés: a budapesti olimpiai előkészítő verseny (1924);
- 3. helyezés: Budapest bajnokság (1925);
- 1-2. helyezés: Déri-emlékverseny, Budapest (1939)
- 4-5. helyezés: Maróczy jubileumi verseny, Budapest (1940)

## Játékereje
A Chessmetrics historikus pontszámításai szerint a legmagasabb Élő-pontszáma 2584 volt 1914 márciusban, amellyel akkor 22. volt a világranglistán. A világranglistán a legelőkelőbb helyezése a 15. volt, amelyet 1918. márciustól júniusig folyamatosan őrzött. A legmagasabb egyénileg teljesített performance-értéke 2656 volt, amelyet 1912-ben a Pöstyénfürdőn rendezett nemzetközi versenyen ért el.

## Társadalmi tevékenysége
1911-ben alapító tagként működött közre a Magyar Sakkszövetség megalapításában, majd 1921-ben az egyik újjáalakítója volt.

## Szerkesztői munkássága
1905-1909 között a Magyar Sakk Lap szerkesztője és kiadója. 1905-1907 között a Pesti Hírlap, 1910-1913 között a Budapesti Hírlap, 1911-től a Magyar Hírlap sakkrovatának vezetője. 1922-től a Magyar Sakk című folyóirat főmunkatársa.

## Főbb művei
A modern sakk, Budapest, 1912. (2. átdolgozott kiadás 1925.)